# Interalliépriset
Interalliépriset (franska: Prix Interallié) är ett franskt romanpris som delas ut sedan 1930. Det instiftades av 30 journalister som åt lunch på societetsklubben Cercle de l'Union interalliée i Paris. Det går till en författare som även arbetar som journalist. Priset tillkännages i november varje år, efter Goncourtpriset. Det är utan prispengar men får stor publicitet och innebär i regel en märkbar ökning i försäljning.

## Pristagare
Följande har tilldelats priset:
| År   | Författare               | Titel                                                                      | Förlag (antal vinster) |
| ---- | ------------------------ | -------------------------------------------------------------------------- | ---------------------- |
| 1930 | André Malraux            | La Voie royale                                                             | Grasset                |
| 1931 | Pierre Bost              | Förförelse (Le Scandale)                                                   | Gallimard              |
| 1932 | Simonne Ratel            | Belle-Jolie (La Maison des bories)                                         | Plon                   |
| 1933 | Robert Bourget-Pailleron | L'Homme du Brésil                                                          | Gallimard (2)          |
| 1934 | Marc Bernard             | Anny                                                                       | Gallimard (3)          |
| 1935 | Jacques Debû-Bridel      | Jeunes ménages                                                             | Gallimard (4)          |
| 1936 | René Laporte             | Les Chasses de novembre                                                    | Denoël                 |
| 1937 | Romain Roussel           | La Vallée sans printemps                                                   | Plon (2)               |
| 1938 | Paul Nizan               | Sammansvärjningen (La Conspiration)                                        | Gallimard (5)          |
| 1939 | Roger de Lafforest       | Les Figurants de la mort                                                   | Grasset (2)            |
| 1945 | Roger Vailland           | Den sällsamma leken (Drôle de jeu)                                         | Corrêa                 |
| 1946 | Jacques Nels             | Poussière du temps                                                         | Le Bateau ivre         |
| 1947 | Pierre Daninos           | Les Carnets du Bon Dieu                                                    | La Jeune Parque        |
| 1948 | Henry Castillou          | Cortiz s'est révolté                                                       | Fayard                 |
| 1949 | Gilbert Sigaux           | Les Chiens enragés                                                         | Julliard               |
| 1950 | Georges Auclair          | Un amour allemand                                                          | Gallimard (6)          |
| 1951 | Jacques Perret           | Bande à part                                                               | Gallimard (7)          |
| 1952 | Jean Dutourd             | Au bon beurre                                                              | Gallimard (8)          |
| 1953 | Louis Chauvet            | L'Air sur la quatrième corde                                               | Flammarion             |
| 1954 | Maurice Boissais         | Le Goût du péché                                                           | Julliard (2)           |
| 1955 | Félicien Marceau         | Hjärtats irrbloss (Les Élans du cœur)                                      | Gallimard (9)          |
| 1956 | Armand Lanoux            | Le Commandant Watrin                                                       | Julliard (3)           |
| 1957 | Paul Guimard             | Rue du Havre                                                               | Denoël (2)             |
| 1958 | Bertrand Poirot-Delpech  | Mammas stora pojke (Le Grand Dadais)                                       | Denoël (3)             |
| 1959 | Antoine Blondin          | Un singe en hiver                                                          | La Table Ronde         |
| 1960 | Jean Portelle            | Janitzia ou la Dernière qui aima d'amour                                   | Denoël (4)             |
| 1960 | Henry Muller             | Clem                                                                       | La Table ronde (2)     |
| 1961 | Jean Ferniot             | L'Ombre portée                                                             | Gallimard (10)         |
| 1962 | Henri-François Rey       | Les Pianos mécaniques                                                      | Robert Laffont         |
| 1963 | Renée Massip             | La Bête quaternaire                                                        | Gallimard (11)         |
| 1964 | René Fallet              | Paris au mois d'août                                                       | Denoël (5)             |
| 1965 | Alain Bosquet            | La Confession mexicaine                                                    | Grasset (3)            |
| 1966 | Kléber Haedens           | L'été finit sous les tilleuls                                              | Grasset (4)            |
| 1967 | Yvonne Baby              | Oui l'espoir                                                               | Grasset (5)            |
| 1968 | Christine de Rivoyre     | Morgonstund (Le Petit Matin)                                               | Grasset (6)            |
| 1969 | Pierre Schœndœrffer      | Farväl till kungen (L'Adieu au roi)                                        | Grasset (7)            |
| 1970 | Michel Déon              | Les Poneys sauvages                                                        | Gallimard (12)         |
| 1971 | Pierre Rouanet           | Castell                                                                    | Grasset (8)            |
| 1972 | Georges Walter           | Des vols de Vanessa                                                        | Grasset (9)            |
| 1973 | Lucien Bodard            | Monsieur le Consul                                                         | Grasset (10)           |
| 1974 | René Mauriès             | Le Cap de la Gitane                                                        | Fayard                 |
| 1975 | Voldemar Lestienne       | L'Amant de poche                                                           | Grasset (11)           |
| 1976 | Raphaële Billetdoux      | Prends garde à la douceur des choses                                       | Seuil                  |
| 1977 | Jean-Marie Rouart        | Les Feux du pouvoir                                                        | Grasset (12)           |
| 1978 | Jean-Didier Wolfromm     | Brevet till Diane (Diane Lanster)                                          | Grasset (13)           |
| 1979 | François Cavanna         | Sången från stäppen (Les Russkoffs)                                        | Belfond                |
| 1980 | Christine Arnothy        | Toutes les chances plus une                                                | Grasset (14)           |
| 1981 | Louis Nucera             | Le Chemin de la Lanterne                                                   | Grasset (15)           |
| 1982 | Éric Ollivier            | L'Orphelin de mer... ou les Mémoires de monsieur Non                       | Denoël (6)             |
| 1983 | Jacques Duquesne         | Maria Vandamme                                                             | Grasset (16)           |
| 1984 | Michèle Perrein          | Les Cotonniers de Bassalane                                                | Grasset (17)           |
| 1985 | Serge Lentz              | Vladimir Roubaïev                                                          | Robert Laffont (2)     |
| 1986 | Philippe Labro           | L'Étudiant étranger                                                        | Gallimard (13)         |
| 1987 | Raoul Mille              | Les Amants du paradis                                                      | Grasset (18)           |
| 1988 | Bernard-Henri Lévy       | Charles Baudelaires sista dagar (Les Derniers Jours de Charles Baudelaire) | Grasset (19)           |
| 1989 | Alain Gerber             | Le Verger du diable                                                        | Grasset (20)           |
| 1990 | Bayon                    | Les Animals                                                                | Grasset (21)           |
| 1991 | Sébastien Japrisot       | En långvarig förlovning (Un long dimanche de fiançailles)                  | Denoël (7)             |
| 1992 | Dominique Bona           | Malika                                                                     | Mercure de France      |
| 1993 | Jean-Pierre Dufreigne    | Le Dernier Amour d'Aramis                                                  | Grasset (22)           |
| 1994 | Marc Trillard            | Eldorado 51                                                                | Phébus                 |
| 1995 | Franz-Olivier Giesbert   | La Souille                                                                 | Grasset (23)           |
| 1996 | Eduardo Manet            | Rhapsodie cubaine                                                          | Grasset (24)           |
| 1997 | Éric Neuhoff             | La Petite Française                                                        | Albin Michel           |
| 1998 | Gilles Martin-Chauffier  | Les Corrompus                                                              | Grasset (25)           |
| 1999 | Jean-Christophe Rufin    | Jag hade väntat mig något annat (Les Causes perdues)                       | Gallimard (14)         |
| 2000 | Patrick Poivre d'Arvor   | L'Irrésolu                                                                 | Albin Michel (2)       |
| 2001 | Stéphane Denis           | Sisters                                                                    | Fayard (2)             |
| 2002 | Gonzague Saint-Bris      | Les Vieillards de Brighton                                                 | Grasset (26)           |
| 2003 | Frédéric Beigbeder       | Windows on the world                                                       | Grasset (27)           |
| 2004 | Florian Zeller           | La Fascination du pire                                                     | Flammarion (2)         |
| 2005 | Michel Houellebecq       | Refug (La Possibilité d'une île)                                           | Fayard (3)             |
| 2006 | Michel Schneider         | Marilyn, dernières séances                                                 | Grasset (28)           |
| 2007 | Christophe Ono-Dit-Biot  | Birmane                                                                    | Plon (3)               |
| 2008 | Serge Bramly             | Le Premier principe - Le Second principe                                   | Lattès                 |
| 2009 | Yannick Haenel           | Jan Karski                                                                 | Gallimard (15)         |
| 2010 | Jean-Michel Olivier      | L'Amour nègre                                                              | De Fallois             |
| 2011 | Morgan Sportes           | Tout, tout de suite                                                        | Fayard (4)             |
| 2012 | Philippe Djian           | Oh...                                                                      | Gallimard (16)         |
| 2013 | Nelly Alard              | Moment d'un couple                                                         | Gallimard (17)         |
| 2014 | Mathias Menegoz          | Karpathia                                                                  | P.O.L (1)              |
| 2015 | Laurent Binet            | La Septième Fonction du langage                                            | Grasset (29)           |
| 2016 | Serge Joncour            | Repose-toi sur moi                                                         | Flammarion (3)         |